# Teoria fałszywego alarmu duszenia się
Teoria fałszywego alarmu duszenia się (ang. suffocation false alarm theory) – teoria wyjaśniająca jeden z mechanizmów powstawania lęku w zespole lęku napadowego. Sformułował ją Daniel Klein.
Badania wykazują, że osoby cierpiące na zespół lęku napadowego inaczej niż reszta społeczeństwa reagują na dożylną podaż mleczanu sodu – pojawia się u nich napad lęku. Okazuje się, że parenteralna podaż tej substancji powoduje hiperwentylację. Osoby z zespołem lęku napadowego cechować się więc muszą pewną wrodzoną wadą kontroli funkcjonowania układu oddechowego. Chodzi tu mianowicie o zaburzenie działania ośrodka oddechowego, struktury pnia mózgu związanej z przekaźnictwem serotoninergicznym i noradrenergicznym, reagującej na zmiany ciśnień parcjalnych tlenu i dwutlenku węgla we krwi. Zarówno bowiem brak tlenu, jak i nadmiar dwutlenku węgla wiążą się z uruchomieniem systemu związanego z duszeniem się. U cierpiących na zaburzenie lękowe z napadami paniki obserwuje się nadmierną wrażliwość na niedobór tlenu i nadmiar dwutlenku węgla, czy to samego ośrodka oddechowego, czy to systemu alarmowego przez ten ośrodek uruchamianego. Oddychanie powietrzem o zwiększonej zawartości dwutlenku węgla powoduje powstanie napadów paniki u 50–80% cierpiących na zespół lęku napadowego. U ludzi bez takiego rozpoznania do napadów paniki nie dochodzi. Podobnie tylko u chorych na wymienione zaburzenie napady paniki wywołuje wlew mleczanu sodu.
Przedstawiony mechanizm dobrze wpisuje się w model poznawczy Clarka. Podatność wynikająca z czynników biologicznych wraz z predyspozycją poznawczą w sytuacji ekspozycji na czynnik powodujący lęk, dzięki jego nieadekwatnej, katastroficznej interpretacji (zwyczajna sytuacja odbierana jest jako coś zagrażającego) doprowadzają do powstania napadu lęku, obejmującego objawy somatyczne, emocje, jak też elementy behawioralne i poznawcze.
Pogląd ten ma pewne implikacje terapeutyczne, ponieważ przerwanie mechanizmu fałszywego alarmu powodowałoby zapobieżenie wystąpienia napadu lękowego.
Teoria ta ma znaczną wartość heurystyczną, ale nie jest w pełni falsyfikowalna. Pierwszą przeszkodą w jej falsyfikacji jest brak biologicznych parametrów, które jednoznacznie wskazywałyby na wystąpienie duszności u pacjentów z zespołem lęku napadowego. Kolejną przeszkodą jest brak wiarygodnego rozróżnienia lęku panicznego od antycypacyjnego ze względu na bardzo podobne, jeśli nie identyczne, objawy.